# Robert Kosch
Robert Kosch (5 de abril de 1856, Glatz (Kłodzko), Provincia de Silesia - 22 de diciembre de 1942) fue un General de Infantería alemán durante la I Guerra Mundial.

## Primeros años
Robert era el menor de diez hermanos de Hermann y Agnes Kosch. Después de atender al cuerpo de cadetes, el 23 de abril de 1874 Kosch se graduó como Teniente-Segundo en el (4.º de Baja Silesia) 51.º Regimiento de Infantería del Ejército prusiano. De 1877 a 1880 estudió en la Academia Militar. El 3 de abril de 1880 contrajo matrimonio con Gertrude Noeggerath, con la que tuvo tres hijas.

## Carrera
Desde el 1 de abril de 1881 hasta el 31 de marzo de 1887 fue adjunto al batallón y al Regimiento del Infantería n.º  132 en Glatz. El 1 de abril de 1887 fue adscrito al Estado Mayor en Berlín. Después de varias asignaciones regimentales fue promovido a Oberst en 1905 y más tarde tomó el mando del 64.º (8.º Brandeburgo) Regimiento de Infantería. En 1909 fue promovido a Generalmajor y asignado a la 78.ª Brigada de Infantería. El 22 de abril de 1912 fue hecho Generalleutnant y fue seleccionado como comandante de la 10.ª División en Poznan.
Después de estallar la Primera Guerra Mundial lideró su división en la región de Lorena en el frente occidental. El 9 de octubre de 1914, pasó a ser comandante del I Cuerpo de Ejército en Lituania, donde sus fuerzas se opusieron a fuerzas rusas numéricamente superiores. Después de reveses tácticos iniciales Kosch y sus hombres finalmente ganaron la Segunda Batalla de los Lagos Masurianos. Por esta victoria Kosch recibió la Pour le Mérite. El 11 de junio de 1915 fue elegido comandante general del X Cuerpo de Reserva. Lo lideró en las batallas del Dniéster, y la Batatalla de Gnila Lipa y en Krasnostaw. Fue después transferido al Teatro Balcánico, donde combatió contra Serbia. Por este éxito recibió, el 27 de noviembre de 1915, las Hojas de roble de su Pour le Mérite.
Al final de febrero de 1916 se inició la Batalla de Verdún, y Kosch estaba en ella. Fue promovido a General der Infanterie el 18 de agosto de 1916. Diez días más tarde asumió el mando del recién formado 52.º Cuerpo, a.k.a. el Ejército del Danubio; este fue utilizado en la región búlgara del Danubio. La batalla de Argeș, a finales de noviembre y principios de diciembre de 1916, culminó en una derrota rumana, llevó a la ocupación de Bucarest y al desmoronamiento de los frentes occidental y noroccidental de Rumania.
A partir del 1 de mayo de 1917 temporalmente lideró el 9.º Ejército hasta la llegada de Johannes von Eben. Después de la disolución del Ejército del Danubio en marzo de 1918 Kosch participó en la ocupación de Ucrania y en las luchas contra el Ejército Rojo. El 1 de mayo de 1918 fue seleccionado como comandante de todas las tropas en Taurida y Crimea.
Directamente después de la guerra comandó la Guardia de Fronteras Oriental, efectivamente todas las fuerzas alemanas al este de Berlín, antes de retirarse del Ejército el 10 de enero de 1919. Kosch murió en 1942 y fue enterrado en el Cementerio de los Inválidos. Su tumba no se conserva.

## Condecoraciones
- Orden del Águila Roja I. Clase con Hojas de roble y Espadas (6 de agosto de 1818)
- Gran Cruz Dorada de la Orden de Alberto con Espadas (22 de agosto de 1917)
- Pour le Merite (20 de febrero de 1915) con Hojas de roble (27 de noviembre de 1915)
- Gran Cruz de la Orden de Leopoldo con Espadas (13 de septiembre de 1917)
- Orden de San Alejandro (14 de marzo de 1917)
- Cruz de Federico (17 de octubre de 1916)
- Estrella de Galípoli (20 de enero de 1916)
- Cruz Hanseática (10 de junio de 1916)
- Orden de la Corona de Hierro I. Clase con Decoración de guerra (31 de agosto de 1915)
- Cruz de Hierro I. Clase (1914) y II. Clase (1914)
- Orden de la Corona II. Clase (18 de enero de 1909)